# فینال جام باشگاه‌های اروپا ۱۹۵۷
فینال جام باشگاه‌های اروپا ۱۹۵۷، رقابت پایانی جام باشگاه‌های اروپا در سال ۱۹۵۷ میلادی است که مابین دو تیم باشگاه فوتبال رئال مادرید و باشگاه فوتبال فیورنتینا در ورزشگاه سانتیاگو برنابئو ، مادرید برگزار شده‌است.
این مسابقه که در تاریخ ۳۰ مه ۱۹۵۷ انجام شده‌است با نتیجه ۲ بر ۰ به سود تیم باشگاه فوتبال رئال مادرید به پایان رسید.